# Martin Christensen
Martin Christensen (ur. 23 grudnia 1987 w Ishøj) – duński piłkarz, od 2016 gracz Helsingborgs IF. Zaliczył 28 występów w młodzieżowych reprezentacjach Danii.
Christensen w czerwcu 2007 przeszedł z Herfølge BK do Charltonu Athletic za kwotę 250 tysięcy funtów. Pierwszy raz w tej drużynie wystąpił w towarzyskim spotkaniu z Welling United. W styczniu 2008 został wypożyczony do holenderskiego Heracles Almelo. W styczniu 2009 ponownie został wypożyczony, tym razem do duńskiego Lyngby BK. Po zakończeniu rozgrywek powrócił do Charltonu. W sierpniu 2009 kupiło go Rimini. W 2010 odszedł do norweskiego FK Haugesund, a w 2011 został piłkarzem SønderjyskE Fodbold. Następnie grał w HB Køge, a w 2012 przeszedł do Åtvidabergs FF. W 2016 został zawodnikiem Helsingborgs IF.